# غريغوري إس. فوربس
غريغوري إس. فوربس (بالإنجليزية: Gregory S. Forbes)‏ هو صحفي أمريكي، ولد في 22 أغسطس 1950 في لاتروب في الولايات المتحدة.